# Бой у Хойерсверды
Бой у Хойерсверды в Саксонии 25 сентября 1759 года, состоявшийся вскоре после Кунерсдорфского сражения, — локальный эпизод Семилетней войны. При Хойерсверде принц Генрих Прусский окружил и уничтожил 3 тысячный корпус австрийского генерала Вела.

## Бой у Хойерсверды в контексте событий осени 1759 года
«Чудо Бранденбургского дома» стало возможно вследствие разногласий между русскими и австрийскими союзниками. Немалую роль сыграли при этом и действия принца Генриха Прусского, оставленного Фридрихом ещё до Кунерсдорфа в Силезии, против Дауна, с 40-тысячной армией. Узнав о поражении брата, Генрих немедленно предпринимает ряд маневров, с тем, чтобы, оттянув основные силы австрийцев на себя, не допустить соединения Дауна с русскими и избавить Фридриха, с 24-тысячным наспех набранным войском, тенью следовавшего за русской армией, от опасности оказаться между двух огней. Достичь поставленной цели он рассчитывает действиями против коммуникаций противника. 12 сентября корпус Генриха Прусского становится лагерем в Гёрлице, перерезав основную линию снабжения армии Дауна. В итоге, Даун, озабоченный угрозой своему тылу, вместо того, чтобы идти на Берлин, как это было условлено с союзниками, обращается против Генриха. Разгневанный Салтыков, справедливо указывавший на то, что русская армия, выносившая до сих пор основную тяжесть кампании, разбившая пруссаков при Пальциге и Кунерсдорфе, достаточно сделала для общего дела, после того, как стало ясно, что Даун, вопреки договорённости, с ним не соединится, уводит свою армию на восток.
24 сентября Даун собирается атаковать Генриха у Гёрлица, однако, его ждёт разочарование: лагерь пруссаков он находит покинутым. Полагая, что Генрих ушёл в Силезию, на соединение с братом (Генрих действительно отослал из Гёрлица подкрепление Фридриху), он, между прочим, отправляет послание и генералу Вела, стоявшему со своим малым корпусом у Хойерсверды, где пишет, что тому нечего опасаться, на его направлении появления пруссаков не предвидится. В это самое время, Генрих, покинувший свой лагерь 23 сентября, за два дня преодолевает со своим отрядом расстояние в 10 прусских миль (1 прусская миля = 10000 шагов, 1 шаг = 0,8 метра) и неожиданно появляется перед Хойерсвердой. Отправив лесом, в обход, авангард под началом генерала Лентулуса, он внезапно нападает с двух сторон на застигнутого врасплох противника. В коротком бою австрийцы теряют до 600 человек убитыми и ранеными, 1785 рядовых и 28 офицеров во главе с самим генералом Вела попадают в плен, лишь немногим удаётся спастись бегством.
В дальнейшем принц Генрих соединяется с корпусами генералов Финка (10 батальонов, 20 эскадронов) и Вунша (9 батальонов, 8 эскадронов), деташированных ещё раньше в Саксонию для действий против Имперской армии и для помощи защитникам Дрездена (эта помощь запаздывает, Дрезден капитулирует 4 сентября). Соединённая армия насчитывает 53 батальона и 103 эскадрона (следовательно, Генрих у Хойерсверды должен был иметь 22 батальона и 75 эскадронов), встав лагерем у Торгау. Позднее она вырастает до 60 тысяч человек после присоединения к ней корпуса генерала фон Гюльзена, освободившегося в результате ухода русской армии за Одер. Это самая большая сила, которую Пруссия в это время может выставить для участия в войне. В ноябре к армии присоединяется сам Фридрих. Даун, с основными силами австрийцев, также переходит в Саксонию, к Дрездену. Тем самым, угроза для Силезии и самой Пруссии на остаток этого года окончательно отведена. Намечающаяся новая кампания должна состояться на территории противника. Для пруссаков, находившихся в первые осенние месяцы на волосок от полного разгрома, такое положение равносильно одержанной победе. Впервые после Кунерсдорфа Фридрих может позволить себе спать спокойно.